# Avenida Brasil
Avenida Brasil és una telenovel·la brasilera produïda per Rede Globo i emesa entre les 21:00 del 26 de març al 19 d'octubre de 2012, en 179 capítols, en substitució de Fina Estampa i substituïda per Salve Jorge. Va ser el tercer "culebró de nou" que va mostrar l'emissora. Escrit per João Emanuel Carneiro, amb la col·laboració d'Antonio Prata, Luciana Pessanha, Alessandro Marson, Márcia Prates i Thereza Falcão, dirigida per Gustavo Fernandez, Thiago Teitelroit, Paulo Silvestrini, André Câmara i Joana Jabace, amb direcció general de José Luiz Villamarim i Amora Mautner i direcció central de Ricardo Waddington.
Va comptar amb la participació de Débora Falabella, Adriana Esteves, Murilo Benício, Cauã Reymond, Marcello Novaes, Vera Holtz, José de Abreu i Marcos Caruso.